# تبادل خوراک

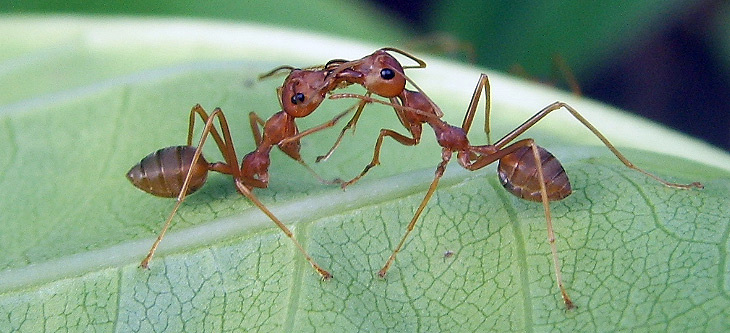
تبادل خوراک در مورچه‌های بافندهٔ آسیایی-استرالیایی و مورچه‌های درختی سبز، تایلند

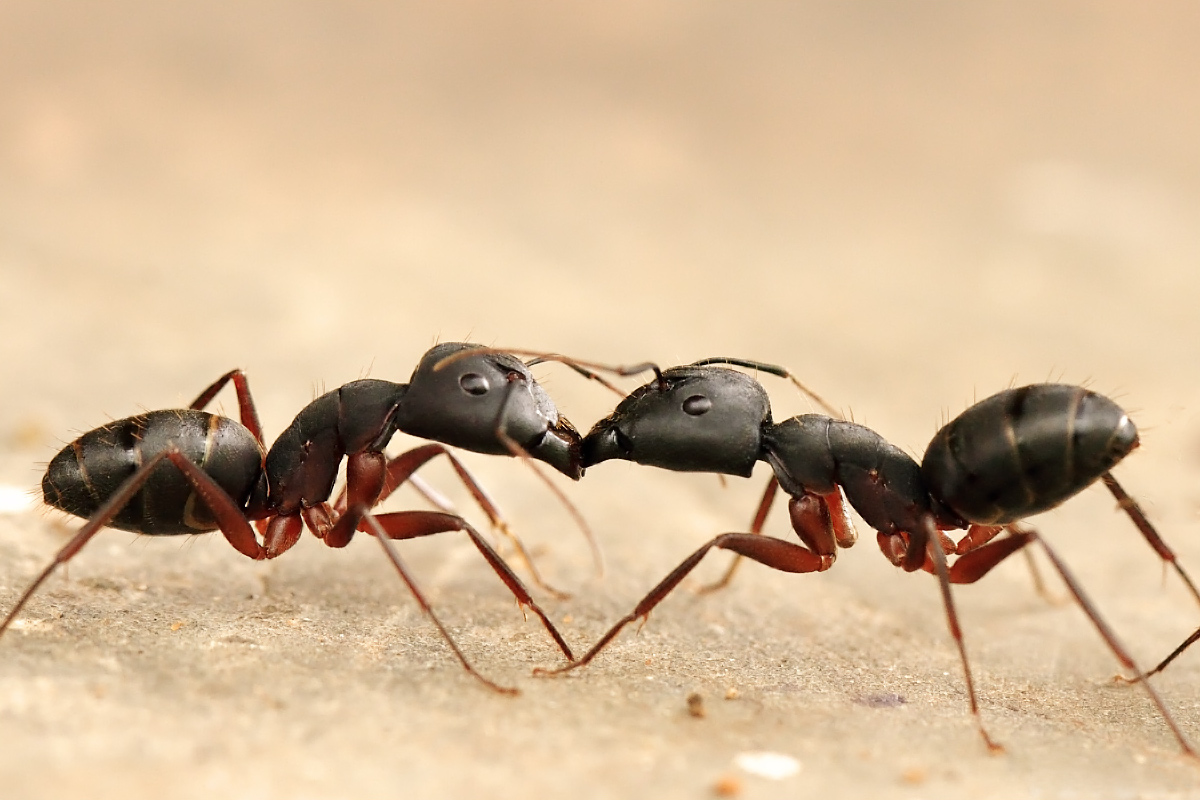
تبادل خوراک در مورچه‌های کامپونوتوس sp.

تبادل خوراک یا تبادل دوسویه خوراک (به لاتین: Trophallaxis/troʊfəlæksɪs)، انتقال مواد غذایی و/ یا آب‌گونه‌های دیگر در میان اعضای یک جامعهٔ جانوری از طریق دهان به دهان (stomodeal) و/ یا تغذیهٔ مخرج به دهان (پروکتوئیدی proctodeal) است. این بیشتر در حشرات اجتماعی مانند مورچه‌ها، موریانه‌ها، زنبورهای بی‌عسل و زنبورها بسیار توسعه یافته‌است. بخش نخست این واژۀ لاتین، به معنی خوراک یا مواد غذایی و بخش دوم به معنی تبادل دوسویه است. نام تروپالاکسی توسط ویلیام مورتون ویلر حشره‌شناس اهل آمریکا در سال ۱۹۱۸ استفاده و معرفی شد. این رفتار در گذشته نیز برای حمایت از نظریه‌های منشأ گروه‌گرایی در حشرات مورد استفاده قرار گرفته بود. آگوست فورل، روانشناس و انومیولوژیست؛ شاخه‌ای از مورچه‌شناسی، اهل سوئیس نیز معتقد بود که اشتراک غذایی عامل کلیدی جامعهٔ مورچگان است و او از این تصویر به عنوان پیشینه‌ای برای کتاب «جهان اجتماعی مورچگان» در مقایسه با انسان استفاده می‌کند.
در مورچه‌هایی مانند مورچه آتشین وارداتی قرمز (Solenopsis invicta) اعضای کلنی هرکدام مواد غذایی را در چینه‌دان خود ذخیره می‌کند و به‌طور مرتب آن را با دیگر اعضای کلنی و لاروها؛ به شکل «معدهٔ گروهی» برای کلنی، مبادله می‌کند. این رفتار در گونه‌های ویژه‌ای از زنبورهای بی‌عسل Lasioglossum استرالیایی نیز وجود دارد، مانند شیرین‌زنبور (Lasioglossum hemichalceum. L. hemichalceum) که اغلب غذا را با اعضای دیگر کلنی؛ بدون توجه به این‌که آن‌ها نابالغ باشند یا نه مبادله می‌کند. در موریانه‌ها و سوسک‌ها، تروفالاکسای پروکتوئیدی برای جایگزینی endosymbiontsهای روده‌ای که بعد از هر پوست‌اندازی از بین می‌روند بسیار مهم است. این نباید با مدفوع‌خواری اشتباه گرفته شود.